# Cherry Island (Antarktika)
Cherry Island ist eine vereiste und 5 km lange Insel vor der Bakutis-Küste des westantarktischen Marie-Byrd-Lands. Sie liegt im Getz-Schelfeis zwischen den Inseln Siple Island und Carney Island.
Der United States Geological Survey kartierte die Insel anhand eigener Vermessungen und Luftaufnahmen der United States Navy aus den Jahren von 1959 bis 1966. Das Advisory Committee on Antarctic Names benannte sie 1967 nach Chief Warrant Officer J. M. Cherry, Mitglied der Flugeinheit der United States Navy in Antarktika bei der Operation Deep Freeze des Jahres 1966.